# برج آلیانس
برج آلیانس (ایتالیایی: Torre Allianz) ساختمان اداری ۵۰ طبقه مستقر در شهر میلان، ایتالیا است، که در سال ۲۰۱۵ احداث گردید.